# Liste der Träger des kurhessischen Dienstauszeichnungskreuzes
Diese Liste führt alle Verleihungen des kurhessischen Dienstauszeichnungskreuzes auf, das von der Stiftung 1849 bis zur Annexion des Kurfürstentums Hessen im Jahr 1866 insgesamt 201 Mal verliehen wurde.
| Lfd. Nr. | Grad              | Vor- und Zuname, Regiment etc. | Verleihungsdatum   |
| 01.      | Generallieutenant | Johann Philipp Bauer, Commandeur der Infanterie-Division | 16. Mai 18490      |
| 02.      | Generalmajor      | Carl von Müldner, Commandant zu Hanau | 16. Mai 18490      |
| 03.      | Generalmajor      | August Schirmer, Commandeur der 2. Infanterie-Brigade | 16. Mai 1849       |
| 04.      | Generalmajor      | Aloysius v. Amelunxen, Commandeur der Cavallerie-Brigade | 16. Mai 1849       |
| 05.      | Generalmajor      | Johann Heinrich Bernard Jacob Ludwig v. Specht, General-Adjutant                                                                                            | 16. Mai 18490      |
| 06.      | Generalmajor      | Burchhard Wilhelm Rüppel v. Helmschwerd, Chef des Generalstabes                                                                                             | 16. Mai 1849       |
| 07.      | Generalmajor      | Johann Balthasar Gerland, Inspecteur der Artillerie | 16. Mai 1849       |
| 08.      | Generalmajor      | Carl Friedrich v. Starck, Commandant zu Cassel | 16. Mai 1849       |
| 09.      | Generalmajor      | George Friedrich Ernst Spangenberg, Commandeur der 1. Infanterie-Brigade                                                                                    | 16. Mai 1849       |
| 010.     | Oberst            | Ernst Friedrich Schödde, 1. Infanterie-Regiment | 16. Mai 18490      |
| 011.     | Oberst            | Johann Heinrich Kröschell, Commandant zu Fulda | 16. Mai 18490      |
| 012.     | Oberst            | Christian Normann, Artillerie-Brigade | 16. Mai 18490      |
| 013.     | Oberst            | Wilhelm Anton v. Wurmb, Commandeur des 1. Infanterie-Regiments                                                                                              | 16. Mai 18490      |
| 014.     | Oberst            | Wilhelm Ernst Christoph Georg Friedrich v. Urff, Commandeur der Leibgarde                                                                                   | 16. Mai 18490      |
| 015.     | Oberst            | Achilles Arnold d'Orville, in Disponibilität | 16. Mai 18490      |
| 016.     | Oberst            | Wilhelm Friedrich Carl August v. Bardeleben, Commandeur des 2. Infanterie-Regiments                                                                         | 16. Mai 1849       |
| 017.     | Oberst            | Ernst Wiegrebe, im Generalstab | 16. Mai 18490      |
| 018.     | Oberst            | Carl Theodor Ferdinand Vogeley, Commandeur des Cadetten-Corps                                                                                               | 16. Mai 1849       |
| 019.     | Oberst            | Otto Theodor Wilhelm Weiss, Commandeur des 3. Infanterie-Regiments                                                                                          | 16. Mai 1849       |
| 020.     | Oberstlieutenant  | Wilhelm Gottlob Henric-Petri, Artillerie-Brigade | 16. Mai 18490      |
| 021.     | Oberstlieutenant  | Carl Heinrich Georg Ludwig v. Stein, Generalstab | 16. Mai 1849       |
| 022.     | Oberstlieutenant  | Georg Wilhelm v. Hohenfels, 2. Infanterie-Regiment | 16. Mai 18490      |
| 023.     | Oberstlieutenant  | George Schaumburg, Chef der Landgendarmerie | 16. Mai 1849       |
| 024.     | Oberstlieutenant  | Franz Christian Ludwig v. Bardeleben, Commandeur des 1. Husaren-Regiments                                                                                   | 16. Mai 18490      |
| 025.     | Oberstlieutenant  | Friedrich Mumm, 1. Husaren-Regiment | 16. Mai 18490      |
| 026.     | Oberstlieutenant  | August Mauritius, Commandeur des 2. Husaren-Regiments | 16. Mai 1849       |
| 027.     | Oberstlieutenant  | Heinrich Christian Schulz, Commandeur des Jäger-Bataillons                                                                                                  | 16. Mai 1849       |
| 028.     | Oberstlieutenant  | Ludwig Johann Adolph v. Ochs, von der Armee (verabschiedet)                                                                                                 | 16. Mai 1849       |
| 029.     | Oberstlieutenant  | Leberecht Friedrich Ferdinand Osterwald, 2. Infanterie-Regiment                                                                                             | 16. Mai 1849       |
| 030.     | Oberstlieutenant  | Hieronymus Heinrich v. Roques, Kriegsministerium | 16. Mai 18490      |
| 031.     | Oberstlieutenant  | Franz Carl Hillebrand, Commandeur des Schützen-Bataillons                                                                                                   | 16. Mai 18490      |
| 032.     | Oberstlieutenant  | Georg Ernst Adolph Wilhelm v. Eschtruth, Landgestüte-Director                                                                                               | 16. Mai 18490      |
| 033.     | Oberstlieutenant  | Albrecht Friedrich v. Bardeleben, 2. Husaren-Regiment | 16. Mai 18490      |
| 034.     | Oberstlieutenant  | Carl Heinrich v. Marschall, Leibgarde | 16. Mai 18490      |
| 035.     | Oberstlieutenant  | Adolph v. Borck, 1. Infanterie-Regiment | 16. Mai 18490      |
| 036.     | Oberstlieutenant  | Carl Jacob Friedrich Schnackenberg, 3. Infanterie-Regiment                                                                                                  | 16. Mai 18490      |
| 037.     | Oberstlieutenant  | Rudolph Wilhelm Carl Roland v. Kaltenborn-Stachau, Flügel-Adjutant                                                                                          | 16. Mai 1849       |
| 038.     | Major             | Johann Heinrich Weber, Commandant zu Spangenberg | 16. Mai 1849       |
| 039.     | Major             | Johann Gottfried Moye, Zeughauptmann | 16. Mai 1849       |
| 040.     | Major             | Friedrich Heinrich Hopffe, Cadetten Corps | 16. Mai 1849       |
| 041.     | Major             | Conrad Echternach, Etappen-Commandant zu Oldendorf | 16. Mai 1849       |
| 042.     | Major             | Johann Wilhelm Bähr, Commandant des Invalidenhaus | 16. Mai 1849       |
| 043.     | Major             | Friedrich Goerck, 2. Husaren-Regiment | 16. Mai 1849       |
| 044.     | Major             | Conrad Willius, Kastell-Commandant | 16. Mai 1849       |
| 045.     | Major             | Wilhelm Stähle, Platzmajor zu Cassel | 16. Mai 1849       |
| 046.     | Major             | Friedrich Nicolaus Feetz, 1. Infanterie-Regiment | 16. Mai 1849       |
| 047.     | Major             | George Eysell, 3. Infanterie-Regiment | 16. Mai 1849       |
| 048.     | Major             | Georg Ludwig Heinrich Theodor v. Cochenhausen | 16. Mai 1849       |
| 049.     | Major             | Friedrich Christoph Schmidt, Leibgarde | 16. Mai 1849       |
| 050.     | Major             | Friedrich August Carl v. Specht, 2. Infanterie-Regiment | 16. Mai 1849       |
| 051.     | Major             | Georg Wilhelm v. Schmid, Kriegsministerium | 16. Mai 1849       |
| 052.     | Major             | Friedrich Conrad Ludwig Bödicker, 1. Husaren-Regiment | 16. Mai 1849       |
| 053.     | Major             | Carl v. Humbert, 3. Infanterie-Regiment | 16. Mai 1849       |
| 054.     | Major             | Emanuel Friedrich Reccius, Leibgarde aggregiert | 16. Mai 1849       |
| 055.     | Major             | Johannes Riesch, 3 Infanterie-Regiment | 16. Mai 1849       |
| 056.     | Major             | Julius v. Buttlar, 1. Husaren-Regiment | 16. Mai 1849       |
| 057.     | Major             | Gustav Heinrich Friedrich Pfister, Generalstab | 16. Mai 1849       |
| 058.     | Major             | Louis Carl Friedrich Franz Wilhelm v. Spiegel, Leibgarde | 16. Mai 1849       |
| 059.     | Major             | Daniel Rainer, 1. Infanterie-Regiment | 16. Mai 1849       |
| 060.     | Hauptmann         | Friedrich Brandau, Platzmajor zu Hanau | 16. Mai 1849       |
| 061.     | Hauptmann         | Ludwig Emil v. Hohenhausen, 2. Infanterie-Regiment | 16. Mai 1849       |
| 062.     | Hauptmann         | Constantin Gümpel, 1. Garnisons-Compagnie | 16. Mai 1849       |
| 063.     | Hauptmann         | Christian Friedrich v. Kietzell, Caserneninspector zu Cassel                                                                                                | 16. Mai 1849       |
| 064.     | Hauptmann         | Hermann Runkel, 1. Infanterie-Regiment | 16. Mai 1849       |
| 065.     | Hauptmann         | Carl Ernst Gottlob v. Schmid, Landgendarmerie | 16. Mai 1849       |
| 066.     | Hauptmann         | Johann August Friedrich Bennecke, 1. Infanterie-Regiment | 16. Mai 1849       |
| 067.     | Hauptmann         | Johannes Ritter, 2. Infanterie-Regiment | 16. Mai 1849       |
| 068.     | Hauptmann         | Carl Ludwig Otto, 3 Infanterie-Regiment | 16. Mai 1849       |
| 069.     | Hauptmann         | Johann Ludwig Herrwig, 3. Infanterie-Regiment | 16. Mai 1849       |
| 070.     | Hauptmann         | Carl Ludwig Beck, Rechnungsführer des allgemeine Bekleidungsmagazin                                                                                         | 16. Mai 1849       |
| 071.     | Hauptmann         | Friedrich Carl August v. Uslar, 1. Infanterie-Regiment | 16. Mai 1849       |
| 072.     | Hauptmann         | Ferdinand v. Trott, 2. Infanterie-Regiment | 16. Mai 1849       |
| 073.     | Hauptmann         | Ernst Friedrich Ferdinand v. Cochenhausen, Artillerie Brigade                                                                                               | 16. Mai 1849       |
| 074.     | Hauptmann         | Friedrich Wilhelm Carl Eduard v. Haynau, Artillerie Brigade                                                                                                 | 16. Mai 1849       |
| 075.     | Hauptmann         | Carl Heinrich Giese, 1. Infanterie-Regiment | 16. Mai 1849       |
| 076.     | Hauptmann         | Carl August Wilhelm v. Uslar-Gleichen, Leibgarde | 16. Mai 1849       |
| 0761/2.  | Rittmeister       | Eduard v. Borck, 1. Husaren-Regiment | 16. Mai 1849       |
| 077.     | Hauptmann         | Johann Franz Dunker, 2. Infanterie-Regiment | 16. Mai 1849       |
| 078.     | Hauptmann         | Carl Rudolph Wegner, 1. Infanterie-Regiment | 16. Mai 1849       |
| 079.     | Rittmeister       | Hans Ludwig Friedrich Gustav v. Baumbach, 1. Husaren-Regiment                                                                                               | 16. Mai 1849       |
| 080.     | Hauptmann         | Bernhard v. Loßberg, Leibgarde | 16. Mai 1849       |
| 081.     | Rittmeister       | Heinrich Schwaner, Landgendarmerie | 16. Mai 1849       |
| 082.     | Hauptmann         | Wilhelm v. Sturmfeder, Generalstab | 16. Mai 1849       |
| 083.     | Hauptmann         | Carl Franke, 2. Infanterie-Regiment | 16. Mai 1849       |
| 084.     | Hauptmann         | Carl Wilhelm Jeremias v. Loßberg, Flügel-Adjutant | 16. Mai 1849       |
| 085.     | Hauptmann         | Andreas Ludwig Ferdinand Engelhard, Artillerie Brigade | 16. Mai 1849       |
| 086.     | Rittmeister       | Julius Riviere, 2. Husaren-Regiment | 16. Mai 1849       |
| 087.     | Hauptmann         | Georg Carl Friedrich v. Kaltenborn-Stachau, Divisions-Adjutant                                                                                              | 16. Mai 1849       |
| 088.     | Hauptmann         | Ludwig Treusch v. Buttlar, Leibgarde | 16. Mai 1849       |
| 089.     | Hauptmann         | Bernhard Jacob Kersten, Schützen-Bataillon | 16. Mai 1849       |
| 090.     | Hauptmann         | Carl Ludwig v. Apell, Leibgarde | 16. Mai 1849       |
| 091.     | Hauptmann         | Bernhard Ludwig Wilhelm Theodor Engelhardt, Artillerie Brigade                                                                                              | 16. Mai 1849       |
| 092.     | Hauptmann         | Carl Ludwig v. Loewenstein, Straf-Section | 16. Mai 1849       |
| 093.     | Hauptmann         | Johann Ludwig Eduard Kellermann, Artillerie Brigade | 16. Mai 1849       |
| 094.     | Rittmeister       | Carl Friedrich George Grau, 2. Husaren-Regiment | 16. Mai 1849       |
| 095.     | Hauptmann         | Jacob Doerr, Generalstab | 16. Mai 1849       |
| 096.     | Hauptmann         | Georg Ludwig Carl Gustav v. Sodenstern, 2. Infanterie-Regiment                                                                                              | 16. Mai 1849       |
| 097.     | Hauptmann         | Christian Otto Ludwig Rothe, 3. Infanterie-Regiment | 16. Mai 1849       |
| 098.     | Hauptmann         | Wellenstein Christian v. Marschall, Leibgarde | 16. Mai 1849       |
| 099.     | Hauptmann         | Carl Wilhelm Heer, 2. Infanterie-Regiment | 16. Mai 1849       |
| 100.     | Hauptmann         | Otto Christian v. Trott, Schützen-Bataillon | 16. Mai 1849       |
| 101.     | Hauptmann         | Carl Emil v. Apell, 3. Infanterie-Regiment | 16. Mai 1849       |
| 102.     | Hauptmann         | Wilhelm Krupp, 1. Infanterie-Regiment | 16. Mai 1849       |
| 103.     | Hauptmann         | Christian Mehlburger, Jäger-Bataillon | 16. Mai 1849       |
| 104.     | Hauptmann         | Philipp Otto Schneider, Artillerie Brigade | 16. Mai 1849       |
| 105.     | Hauptmann         | Theodor Wilhelm Schindler, 1. Infanterie-Regiment | 16. Mai 1849       |
| 106.     | Rittmeister       | Stephan Goessmann, Landgendarmerie | 16. Mai 1849       |
| 107.     | Hauptmann         | Justus Heinrich Sporleder, Schützen-Bataillon | 16. Mai 1849       |
| 108.     | Hauptmann         | Johann Wilhelm Gessner, 3. Infanterie-Regiment | 16. Mai 1849       |
| 109.     | Rittmeister       | Carl Wilhelm v. Schenck zu Schweinsberg, 1. Husaren-Regiment                                                                                                | 16. Mai 1849       |
| 110.     | Premierlieutenant | Johann Carl Joseph Hoffmeister, Artillerie Brigade | 16. Mai 1849       |
| 111.     | Premierlieutenant | Georg Christian Blum, Invalidenhaus | 16. Mai 1849       |
| 112.     | Premierlieutenant | Philipp Moritz Kleinhans, 3. Infanterie-Regiment | 16. Mai 1849       |
| 113.     | Premierlieutenant | Georg August Gissot, Jäger-Bataillon | 16. Mai 1849       |
| 114.     | Premierlieutenant | Peter Otto Wilhelm Heinrich v. Numers, Artillerie Brigade                                                                                                   | 16. Mai 1849       |
| 115.     | Premierlieutenant | Carl Ernst Julius Victor Wilhelm Emil Schleenstein, Artillerie Brigade                                                                                      | 16. Mai 1849       |
| 116.     | Premierlieutenant | Johann Ferdinand Reinhard Has, 3. Infanterie-Regiment | 16. Mai 1849       |
| 117.     | Premierlieutenant | Wilhelm Erdmann Ferdinand Julius Christian Carl Ludwig v. d. Thann, Leibgarde                                                                               | 20. August 1849    |
| 118.     | Hauptmann         | Carl Henkel, 3. Infanterie-Regiment | 17. September 1849 |
| 119.     | Hauptmann         | Friedrich Gießler, 2. Infanterie-Regiment | 17. September 1849 |
| 120.     | Premierlieutenant | Ernst v. Cölln, Landgendarmerie | 4. October 1849    |
| 121.     | Hauptmann         | Carl Ludwig August v. Sturmfeder, 3. Infanterie-Regiment | 30. October 1849   |
| 122.     | Hauptmann         | Ludwig Friedrich Wilhelm Hermann v, Baumbach, Leibgarde | 27. Dezember 1849  |
| 123.     | Major             | Christoph Wachs, Kriegsministerium | 24. März 1850      |
| 124.     | Hauptmann         | Carl Eduard Ludwig Wilhelm Emil Otto August v. Sodenstern, Platzmajor zu Fulda                                                                              | 8. Juni 1850       |
| 125.     | Hauptmann         | Christian Friedrich Bernhard Ernst v. Wangenheim, Leibgarde                                                                                                 | 8. Juni 1850       |
| 126.     | Hauptmann         | Christoph Manns, Jäger-Bataillon | 8. Juni 1850       |
| 127.     | Hauptmann         | Johann Carl Rainer v. Ende, Leibgarde | 12. September 1850 |
| 128.     | Hauptmann         | Friedrich Carl Wilhelm Alexander v. Uslar-Gleichen, Schützen-Bataillon                                                                                      | 12. September 1850 |
| 129.     | Hauptmann         | Carl Friedrich Ludwig Schenk zu Schweinsberg, Leibgarde | 23. October 1850   |
| 130.     | Hauptmann         | Wilhelm Friedrich Ferdinand Breithaupt, Artillerie-Regiment                                                                                                 | 23. October 1850   |
| 131.     | Hauptmann         | Ferdinand Alexander Ludwig v. Meyerfeld, Generalstab | 31. October 1850   |
| 132.     | Generallieutenant | Wilhelm Carl v. Haynau, Oberbefehlshaber | 5. November 1850   |
| 133.     | Rittmeister       | Carl Boedicker, 1. Husaren-Regiment | 17. Januar 1851    |
| 134.     | Rittmeister       | Wilhelm v. Reinhart, Landgendarmerie | 22. Januar 1851    |
| 135.     | Premierlieutenant | Friedrich Ferdinand Witzell, 2. Infanterie-Regiment | 10. April 1851     |
| 136.     | Premierlieutenant | Rudolph Wilhelm Gustav Ferdinand Duncker, 1. Infanterie-Regiment                                                                                            | 12. August 1851    |
| 137.     | Premierlieutenant | August Friedrich Moritz v. Oeynhausen, Jäger-Bataillon | 8. September 1851  |
| 138.     | Hauptmann         | Hermann Heinrich Theodor v. Stiernberg, 1. Infanterie-Regiment                                                                                              | 10. October 1851   |
| 139.     | Hauptmann         | August Wilhelm Elard Martelleur, 3. Infanterie-Regiment | 10. October 1851   |
| 140.     | Hauptmann         | Adolph Bode, Leibgarde | 18. Mai 1852       |
| 141.     | Hauptmann         | Wilhelm Heinrich Wiederhold, 2. Infanterie-Regiment | 10. Juni 1852      |
| 142.     | Hauptmann         | Ludwig Christoph Kleyensteuber, 2. Infanterie-Regiment | 8. November 1852   |
| 143.     | Hauptmann         | Wilhelm Carl Friedrich Heinrich Hornung, Platzmajor zu Cassel                                                                                               | 23. Mai 1853       |
| 144.     | Hauptmann         | Philipp August Matthias, Generalstab | 9. Januar 1854     |
| 145.     | Major             | Hermann Heinrich Friedrich Ludwig v. Biedenfeld, Flügel-Adjutant                                                                                            | 17. Januar 1854    |
| 146.     | Hauptmann         | James Terenz Christian Oliver v. Bischoffshausen, Generalstab                                                                                               | 31. Januar 1854    |
| 147.     | Hauptmann         | Franz Friedrich v. Gehren, 1. Infanterie-Regiment | 8. Februar 1854    |
| 148.     | Hauptmann         | Carl Ferdinand Oden, Artillerie Regiment | 7. April 1854      |
| 149.     | Oberstlieutenant  | Heinrich August Ludwig Schenk zu Schweinsberg, int. Commandeur des 2. Husaren-Regiment                                                                      | 13. Juni 1854      |
| 150.     | Hauptmann         | Hyacinth Josef Ernst v. Stein, Artillerie-Regiment | 13. Juni 1854      |
| 151.     | Major             | Heinrich Ernst Levin v. Buttlar, 2. Husaren-Regiment | 10. Juli 1854      |
| 152.     | Hauptmann         | Georg Friedrich Gerhard Moritz v. Stückrad, Füsilier-Bataillon                                                                                              | 6. October 1854    |
| 154.     | Rittmeister       | Eduard Heinrich Ferdinand Ludwig v. Vultée, 2. Husaren-Regiment                                                                                             | 19. September 1854 |
| 155.     | Hauptmann         | August Julius Wilhelm Daniel Gottlieb v. Osterhausen | 20. October 1854   |
| 156.     | Hauptmann         | Friedrich Gottlieb Carl Emil Wilhelm v. Osterhausen, Leibgarde-Regiment                                                                                     | 20. October 1854   |
| 157.     | Hauptmann         | Wilhelm Bernhard Berner, Leibgarde-Regiment | 8. Mai 1855        |
| 158.     | Hauptmann         | Wilhelm Eduard Julius Boller, 3. Infanterie-Regiment | 7. September 1855  |
| 159.     | Hauptmann         | Georg Christian Otto Martelleur, 3. Infanterie-Regiment | 19. Dezember 1855  |
| 160.     | Hauptmann         | Julius v. Bardeleben, Leibgarde | 7. Februar 1856    |
| 161.     | Major             | Ludwig Friedrich v. Heimrod, Leibgarde | 23. April 1856     |
| 162.     | Hauptmann         | Heinrich Casimir v. Diemar, 1. Infanterie-Regiment | 24. April 1856     |
| 163.     | Hauptmann         | Johann Christian Theodor v. Meyerfeld, Generalstab | 23. Mai 1856       |
| 164.     | Hauptmann         | Wilhelm Ludwig Georg Carl Emil v. Gall, 3. Infanterie-Regiment                                                                                              | 11. Juni 1856      |
| 165.     | Hauptmann         | Friedrich Wilhelm Sunkel, 2. Infanterie-Regiment | 15. Juli 1856      |
| 166.     | Hauptmann         | Carl v. Griesheim, 1. Infanterie-Regiment | 15. September 1856 |
| 167.     | Hauptmann         | Louis Carl Friedrich Rudolph Ruperti, 1. Infanterie-Regiment                                                                                                | 10. Dezember 1856  |
| 168.     | Hauptmann         | Moritz v. Baumbach, 3. Infanterie-Regiment | 29. Juni 1857      |
| 169.     | Hauptmann         | Georg Ernst Wille, Divisions-Adjutant, Generalstab aggregiert                                                                                               | 17. August 1857    |
| 170.     | Hauptmann         | Hans Otto Ernst Wilhelm v. Stockhausen, Leibgarde | 17. August 1857    |
| 171.     | Hauptmann         | Hermann Wilhelm Richard Schotten, 1. Infanterie-Regiment | 31. Januar 1859    |
| 172.     | Hauptmann         | Wilhelm Friedrich Ernst Philipp Christian Königer, Cadetten-Corps                                                                                           | 28. November 1859  |
| 173.     | Major             | Wilhelm Ralph v. Heathcote, 2. Husaren-Regiment | 8. April 1860      |
| 174.     | Oberstlieutenant  | Friedrich v. Baumbach, Commandeur der Garde du Corps | 20. April 1860     |
| 175.     | Hauptmann         | Carl Anton Moritz v. Todenwarth, Jäger-Bataillon | 20. April 1860     |
| 176.     | Hauptmann         | Ludwig Leopold v. Sturmfeder, 3. Infanterie-Regiment | 21. Juni 1860      |
| 177.     | Oberstlieutenant  | Christian v. Cornberg, Garde du Corps | 21. August 1860    |
| 178.     | Hauptmann         | Carl Friedrich Bauer, Leibgarde-Regiment | 21. August 1860    |
| 179.     | Hauptmann         | Joseph Conrad Darapsky, Artillerie-Regiment | 21. August 1860    |
| 180.     | Hauptmann         | Adolph Friedrich v. Oeynhausen, 3. Infanterie-Regiment | 24. Dezember 1860  |
| 181.     | Hauptmann         | Louis Wilhelm Friedrich Oswald v. Baumbach-Freudenthal, Leibgarde                                                                                           | 14. Januar 1861    |
| 182.     | Hauptmann         | Carl Friedrich Ferdinand Helmerich v. Baumbach, Leibgarde                                                                                                   | 3. August 1861     |
| 183.     | Hauptmann         | Ferdinand Ludwig Carl Emil v. Lepel, Leibgarde | 28. September 1861 |
| 184.     | Hauptmann         | Wilhelm Louis Georg Adam Schödde, Landgendarmerie | 5. März 1862       |
| 185.     | Hauptmann         | Ernst Carl Ferdinand Louis Friedrich Gustav Adolph v. Ende, Generalstab                                                                                     | 3. April 1862      |
| 186.     | Hauptmann         | Adolph Christian Ludwig v. Baumbach, 2. Infanterie-Regiment                                                                                                 | 25. April 1862     |
| 186.     | Hauptmann         | Wilhelm Friedrich Georg August Bertram Kaup, Jäger-Bataillon                                                                                                | 5. Juli 1862       |
| 187.     | Oberstlieutenant  | Hermann Carl Ludwig Julius Hans v. Eschwege, Flügel-Adjutantur                                                                                              | 6. Juli 1862       |
| 188.     | Hauptmann         | Wilhelm Carl Bauer, Schützen-Bataillon | 18. August 1863    |
| 189.     | Hauptmann         | Heinrich Gustav Eckhardt, Commandeur der Pionier-Compagnie                                                                                                  | 23. August 1863    |
| 190.     | Hauptmann         | Friedrich Ludwig Cäsar v. Eschwege, Flügel-Adjutant | 16. September 1863 |
| 191.     | Hauptmann         | Carl Wilhelm Friedrich Engelhardt, 1. Infanterie-Regiment „Kurfürst“                                                                                        | 20. September 1863 |
| 192.     | Hauptmann         | Hermann Breßler, 3. Infanterie-Regiment | 21. September 1863 |
| 193.     | Hauptmann         | Wilhelm v. Colson, Leibgarde-Regiment | 27. Dezember 1864  |
| 194.     | Premierlieutenant | Christian Hugo Schmidt, Landgendarmerie | 15. Januar 1865    |
| 195.     | Hauptmann         | Adolph v. Bardeleben, Schützen-Bataillon | 26. Februar 1865   |
| 196.     | Hauptmann         | Albrecht v. Bardeleben, Leibgarde-Regiment | 25. März 1865      |
| 197.     | Hauptmann         | Johann Philipp August Frederking, a la suite des 2. Infanterie-Regiments „Landgraf Wilhelm v. Hessen“ mit der Führung der 2. Garnisons-Compagnie beauftragt | 13. April 1865     |
| 198.     | Major             | Ernst Ludwig v. Amelunxen, 1. (Leib) Husaren-Regiment | 28. Juni 1865      |
| 199.     | Major             | Ferdinand v. Eschwege, Garde du Corps | 28. Juni 1865      |
| 200.     | Rittmeister       | Theodor Philipp Friedrich Heusinger v. Waldegge, 1. (Leib) Husaren-Regiment                                                                                 | 28. Juni 1865      |
| 201.     | Major             | Christoph Emanuel Georg Bauer, Artillerie Regiment | 8. April 1866      |